# Rhynchobapta pernitens
Rhynchobapta pernitens är en fjärilsart som beskrevs av Eugen Wehrli 1924. Rhynchobapta pernitens ingår i släktet Rhynchobapta och familjen mätare. Inga underarter finns listade.